# Echeta rubrireta
Echeta rubrireta là một loài bướm đêm thuộc phân họ Arctiinae, họ Erebidae.